# 初音村
初音村（はつねむら）はかつて岐阜県郡上郡に存在した村である。
現在の郡上市八幡町初音に該当する。
吉田川の支流の小駄良川沿いの村であった。

## 歴史
- 1874年（明治7年） - 西洞村が小駄良西洞村に改称する[2]。
- 1875年（明治8年） - 是本村、小駄良中桐村、小駄良西洞村、上ケ洞村、印雀村、原村が合併し、初音村となる。
- 1889年（明治22年）7月1日 - 町村制により、初音村が発足。
- 1897年（明治30年）4月1日 - 河鹿村、瀬取村、五町村、中坪村と合併し川合村発足。同日初音村は廃止。